# Хубарский сельсовет
Хубарский сельсовет  — административно-территориальная единица и муниципальное образование со статусом сельского поселения в Казбековском районе Дагестана Российской Федерации.
Административный центр — село Хубар.

## Население
| 2002  | 2010  | 2012  | 2013  | 2014  | 2015  | 2016  |
| ----- | ----- | ----- | ----- | ----- | ----- | ----- |
| 1776  | ↘1766 | ↗1800 | ↗1809 | ↘1796 | ↗1826 | ↗1858 |
| 2017  | 2018  | 2019  | 2020  | 2021  | 2023  | 2024  |
| ↗1886 | ↗1897 | ↗1929 | ↗1935 | ↗2148 | ↗2172 | ↗2196 |

## Состав
| № | Населённый пункт | Тип населённого пункта       | Население |
| - | ---------------- | ---------------------------- | --------- |
| 1 | Иха              | село                         | ↘210      |
| 2 | Хубар            | село, административный центр | ↗1938     |